# X-Press Pearl
Die X-Press Pearl war ein Containerschiff vom Typ Super Eco 2700. Es wurde von der Werft Zhoushan Changhong International Shipyard in China gebaut und am 10. Februar 2021 abgeliefert.
Das unter der Flagge Singapurs fahrende Containerschiff der X-Press Feeders Group der Reederei Sea Consortium verkehrte im Liniendienst zwischen Singapur, Malaysia, Sri Lanka, Indien, den Vereinigten Arabischen Emiraten und Katar.
Nachdem etwa 9 Tage zuvor ein geladener Containertank mit 25 t Salpetersäure zu lecken begonnen hatte, geriet das Schiff am 20. Mai 2021 im Indik vor dem Hafen von Sri Lankas Hauptstadt Colombo in Brand. Das Schiff samt seiner Ladung, darunter hunderte Container mit Kunststoffpellets, brannte während 13 Tagen weitgehend aus, während Marine und Smit Salvage mit Wasser zu löschen versuchten. Dabei gingen Container und Ladung zu einem Teil über Bord, sodass Strände insbesondere mit Kunststoffpellets verschmutzt wurden. Am 2. Juni 2021, während des Versuchs, es in tiefere Gewässer zu ziehen, setzte das langsam sinkende Schiff mit dem Heck auf dem nur 21 m tiefen Meeresgrund auf.
Am 2. Dezember 2021 haben X-Press Feeders als Betreiber des Schiffes und Shanghai Salvage Company (SSC) einen Vertrag für die Bergung des Wracks unterzeichnet. Das Ziel ist eine vollständige Bergung und sichere Entsorgung des Wracks einschließlich aller Schadstoffe.
Nach Angaben von X-Press Feeders haben die Bergungsarbeiten zur Beseitigung des Wracks im November 2021 begonnen. Alle Arbeiten vor Ort sollen bis April 2023 abgeschlossen werden. Während des Südwestmonsuns von etwa Ende April bis November 2022 werden die Bergungsarbeiten unterbrochen.

## Verlust durch Brand 2021
Nach Auskunft des Schiffseigentümers bemerkte die Mannschaft bereits am 11. Mai 2021 ein Leck in einem Tankcontainer mit Salpetersäure. Zwar lief das Schiff in den folgenden Tagen sowohl Hamad Port in Katar als auch Hazira Port in Indien an, wo jeweils Lade- und Löscharbeiten durchgeführt wurden, jedoch wurde in beiden Häfen keine Erlaubnis erteilt, den undichten Tankcontainer zu löschen. Die Häfen begründeten dies damit, dass keine speziellen Einrichtungen und Fachkenntnisse für den Umgang mit dem undichten Tankcontainer vorhanden seien.
Am 20. Mai 2021 brach ein Feuer im vorderen Bereich des mit 1486 Containern beladenen Schiffes in einem unter Deck verladenen Container aus. Das Schiff, das am 15. Mai 2021 aus dem Hafen von Hazira im westindischen Bundesstaat Gujarat ausgelaufen war, lag zu dieser Zeit rund zehn Seemeilen vor Colombo, Sri Lanka, auf Reede. Das Feuer wurde zunächst mit Bordmitteln und ab dem 21. Mai auch von zu Hilfe gekommenen Schleppern sowie ein paar Tage später auch mit Hilfe von Spezialisten des Bergungsunternehmens Smit Salvage bekämpft. Zwölf Besatzungsmitglieder wurden am 23. Mai von Bord geholt und an ihrer Stelle zwölf Spezialisten zur Feuerbekämpfung an Bord gebracht. Die übrige Besatzung sowie die zwölf Spezialisten wurden am 25. Mai aus Sicherheitsgründen von Bord geholt. Trotz der Feuerbekämpfung an Bord und von den zu Hilfe gekommenen Schiffen, darunter neben drei Schleppern auch Schiffe und Hubschrauber der Marine Sri Lankas und Schiffe der Küstenwache Indiens, wurde das Feuer von starkem Wind weiter angefacht und breitete sich über das gesamte Schiff aus. Dabei kam es zu Explosionen. Am 1. Juni 2021 informierte die Marine, dass das Feuer nach 13 Tagen gelöscht sei.
Während des Feuers gingen mehrere Container über Bord, die, bzw. deren Inhalt, teilweise an der Küste Sri Lankas angespült wurden. Zur Ladung gehörten u. a. 349 Container Kunstharze, 46 Container Kunststoffgranulat, 42 Container Ätznatron und 300 Tonnen Schweröl. Laut UN handelt es sich hierbei um das Einzelereignis, bei dem die größte Einzelmenge Plastik ins Meer gelangte.
Am 2. Juni versuchte die sri-lankische Marine, das großteils ausgebrannte Schiff in Richtung tieferes Wasser zu schleppen, um zu vermeiden, dass das Wrack zu einem Hindernis beim Hafen wurde. Löschwasser, das sich im Heck sammelte, destabilisierte das Schiff. Es sank mit seinem Heck bis zur Grundberührung auf einem Korallenriff. Das Schiff saß so in 21 m Wassertiefe fest, während der Bug noch an der Wasseroberfläche trieb. Am 2. Juni musste Smit den Abschleppversuch daher erfolglos einstellen.
Der Schiffsdatenlogger konnte noch von Bord geholt werden, um den Hergang der Havarie besser rekonstruieren zu können.

## Umweltschäden
Aufgrund der Havarie werden mittel- und langfristig erhebliche Umweltschäden und Störungen des Ökosystems vor Ort befürchtet. Seit dem Unglück wurden zahlreiche Kadaver von Meerestieren an der Westküste Sri Lankas angespült. Bis Anfang Juli 2021 waren darunter 176 Meeresschildkröten, 20 Delfine und vier Wale. Der sri-lankische Umweltminister bezeichnete dies als ganz ungewöhnlich hohe Zahl, die sonst nie während des Südwestmonsuns zu beobachten sei. Bis Ende Juli waren es 258 Schildkröten, 43 Delfine und 6 Wale.
Bis zu 75 Milliarden Kügelchen Kunststoffgranulat, mit einem Gesamtgewicht von 1680 Tonnen, befanden sich nach dem Unglück im Meer oder verbrannten. Wissenschaftlern zufolge hat das Feuer das Granulat stark verändert, so dass es schwer zu erkennen und zu entfernen ist, und an den Stränden liegt das Granulat teils bis zu zwei Meter unter der Sandoberfläche. Zahlreiche Menschen vor Ort, vor allem Frauen, sind seitdem mit Aufräumarbeiten beschäftigt. Sie tragen bei dieser Arbeit keine Schutzkleidung, wodurch sie schutzlos schädlichen Chemikalien ausgesetzt sind.

## Rechtliche Folgen
Die sri-lankische Regierung erhob Schadensersatzforderungen in Höhe von 40 Millionen US$, hauptsächlich zur Deckung der Kosten der Brandbekämpfung und zur Entschädigung von etwa 50.000 Personen, zumeist Fischern, denen der Fischfang in dem betroffenen Gebiet zunächst untersagt worden war. Der russische Schiffskapitän wurde in Sri Lanka festgesetzt und weitere 14 Personen wurden durch die Gerichte als Mitverantwortliche namentlich benannt. Im Juli 2025 entschied das oberste Gericht Sri Lankas, dass X-Press Feeders innerhalb eines Jahres einen Schadenersatz von einer Milliarde US-Dollar für die Umweltschäden zu leisten habe.